# 紀元前31年
紀元前31年（きげんぜん31ねん）。

## 他の紀年法
- 干支 : 庚寅
- 日本
  - 崇神天皇67年
  - 皇紀630年
- 中国
  - 前漢 : 建始2年
- 朝鮮
  - 高句麗 : 東明聖王7年
  - 新羅 : 赫居世27年
  - 檀紀2303年
- 仏滅紀元 : 513年
- ユダヤ暦 : 3730年 - 3731年

## できごと

### ローマ
- アウグストゥスが3度目の執政官になった。もう1人はマルクス・ウァレリウス・メッサッラ・コルウィヌスだった。
- 9月2日 - ギリシア西岸で、アウグストゥスの軍がマルクス・アントニウスとクレオパトラ7世の軍を破った（アクティウムの海戦）。
- マサダ要塞の建築が完了した。

### 芸術
- ヘレニズム期が終わった。